# Обердердинген
Обердердинген (њем. Oberderdingen) општина је у њемачкој савезној држави Баден-Виртемберг. Једно је од 32 општинска средишта округа Карлсруе. Према процјени из 2010. у општини је живјело 10.442 становника. Посједује регионалну шифру (AGS) 8215059.

## Географски и демографски подаци
Обердердинген се налази у савезној држави Баден-Виртемберг у округу Карлсруе. Општина се налази на надморској висини од 190 метара. Површина општине износи 33,6 km². У самом мјесту је, према процјени из 2010. године, живјело 10.442 становника. Просјечна густина становништва износи 311 становника/km².